# Jaworek (Gostynin)
Pour les articles homonymes, voir Jaworek.
Jaworek (prononciation : [jaˈvɔrɛk]) est un village polonais de la gmina de Gostynin dans le powiat de Gostynin de la voïvodie de Mazovie dans le centre-est de la Pologne.
Il se situe à environ 5 kilomètres à l'est de Gostynin (siège du powiat) et à 103 km à l'ouest de Varsovie (capitale de la Pologne).
Le village possède approximativement une population de 145 habitants.

## Histoire
De 1975 à 1998, le village appartenait administrativement à la voïvodie de Płock.